# Jean-Baptiste Botul
Jean-Baptiste Botul – fikcyjny filozof i pisarz, stworzony przez dziennikarza Frédérica Pagèsa z „Le Canard enchaîné” i przez innych członków Stowarzyszenia przyjaciół Jana-Baptysty Botula (Association des amis de Jean-Baptiste Botul, A2JB2).
Botoul powołany został do życia przy pomocy dzieła Życie seksualne Immanuela Kanta (1995). Książka funkcjonowała przez wiele lat jako żart z filozofa znanego z braku zainteresowania potrzebami ciała. Jednak w 2010 roku, Bernard-Henri Lévy, w swojej książce pt. De la guerre en philosophie, cytuje Botoula w sposób, który zdradza, ze rzeczywiście wierzy w jego istnienie.

## Publikacje

### Piórem Botula
- La Vie sexuelle d'Emmanuel Kant, wydanie krytyczne pod red. Frédérica Pagèsa, Éditions Mille et une nuits, Paris, 1999, ISBN 2-84205-424-5.
  - Życie seksualne Immanuela Kanta, tłum. Maryna Ochab, Słowo / Obraz Terytoria, Gdańsk, 2002, ISBN 83-88560-53-0.
- Landru, précurseur du féminisme Correspondance inédite entre Henri-Désiré Landru et Jean-Baptiste Botul, wydanie pod red. Christophe’a Clerca i Bertranda Rothé, Éditions Mille et une nuits, Paris, 2001, ISBN 2-84205-587-X.
- Nietzsche et le démon de midi, wydanie pod red. Frédérica Pagèsa, Éditions Mille et une nuits, Paris, 2004, ISBN 2-84205-873-9.
- La Métaphysique du mou, wydanie pod red. Jacques’a Gaillarda, Éditions Mille et une nuits, Paris, 2007 isbn 978-2-75550-030-1.
- Correspondance à moi-même [tome 1], wydanie pod red. Jacques’a Gaillarda, Paris, La Découverte, 2012, isbn 978-2-70717-147-4.

### Na temat Botula
- „Les Cahiers de l’enclume”, rocznik stowarzyszenia l'association des amis de Jean-Baptiste Botul, Éditions de l’Atelier du gué, Villelongue d’Aude, nr 1, 1999 ; nr 3, 2000.
- Frédéric Pagès, Philosopher ou l’art de clouer le bec aux femmes, Éditions Mille et une nuits, Paris, 2006